# 蓮花口岸專線
蓮花口岸專線（葡萄牙語：Serviços de Ponte Flor de Lotus）是已取消的路線，由岐關及澳巴聯營，接載乘客通行蓮花大橋的跨境接駁巴士路線。僅在澳門特別行政區和廣東省珠海市之間的禁區範圍內行駛。旅客乘搭本線，必須持有有效證件。

## 簡介及歷史
- 2000年3月28日，配合蓮花大橋通車，岐關車路有限公司及澳巴合作聯營。[1]

- 2005年9月17日起，由於橫琴口岸邊檢大樓結構出現問題，關口封閉，專車同步暫停服務。

- 2007年5月1日，橫琴口岸重開，專車重新營運。[2]

- 2011年8月1日起，澳巴將「蓮花口岸專車」改稱為「蓮花口岸專線」，並不提供澳門通卡付款服務。

- 2014年12月18日起，中國大陸國務院批准路氹邊檢大樓開放時間調整為24小時開放。本線增設夜間服務，達至全天候24小時提供服務。以更好地配合使用該口岸的市民和旅客經蓮花大橋往返兩地。[3]

- 2015年6月27日起，本線提供銀聯卡及澳門通卡付款服務。[4]

- 2015年12月26日，政府批准調整票價，由3元調升至5元，並在2016年1月12日實施。[5]

- 2018年12月1日起，票價由5元調升至6元。[6]

- 2019年9月，澳巴車輛全數更換新款澳門通機，支援澳門錢包乘車碼乘車，但不提供車資優惠；惟岐關車輛仍然使用舊款澳門通機，故不支援澳門錢包乘車碼。

- 2020年8月18日，配合橫琴口岸新聯檢大樓啟用，本線正式停駛，岐關尾班車開出時間為13:00，澳巴尾班車開出時間為14:30。至此，專線正式更改為普通路線，路線編號為701X，並改由澳巴及新福利聯營。[7]

## 使用車輛
- 岐關：宇通ZK6128HG
- 澳巴：五洲龍FDG6101G

## 路線資料

### 收費
- 全程收費：$6.0
- 港幣、澳門幣、人民幣通用
- 提供澳門通服務，但不提供車資優惠
- 岐關車輛不支援澳門錢包乘車碼

### 服務時間及班距
| 服務時間                      | 服務時間     | 每天      |
| ----------------------------- | ------------ | --------- |
| 路氹邊檢大樓                  | 路氹邊檢大樓 | 24小時    |
| 舊橫琴口岸                    |              | 24小時    |
| 班距                          | 尖峰         | 2-3分鐘   |
| 班距                          | 離峰         | 10-15分鐘 |
| 班距                          | 深夜         | 20-25分鐘 |
| 懸掛八號風球後1小時開出尾班車 |              |           |
| 蓮花大橋受颱風影響封閉時停駛  |              |           |

### 路線停站
|  |  |  |

|  |  |  |

|  |  |  |

|  |  |  |

|  |  |  |

|  |  |  |

|  |

|  |  |  |

|  |  |  |

|  |  |  |

|  |  |  |

|  |  |  |

|  |  |  |

|  |

|  |  |  |

|  |  |  |

|  |  |  |

|  |  |  |

|  |  |  |

|  |  |  |

|  |

|  |  |  |

|  |  |  |

|  |  |  |

|  |  |  |

|  |  |  |

|  |  |  |

|  |

註：當抵達舊橫琴口岸入境大廳時，乘客必須落車，不能繼續前往出境大廳。

## 圖片集

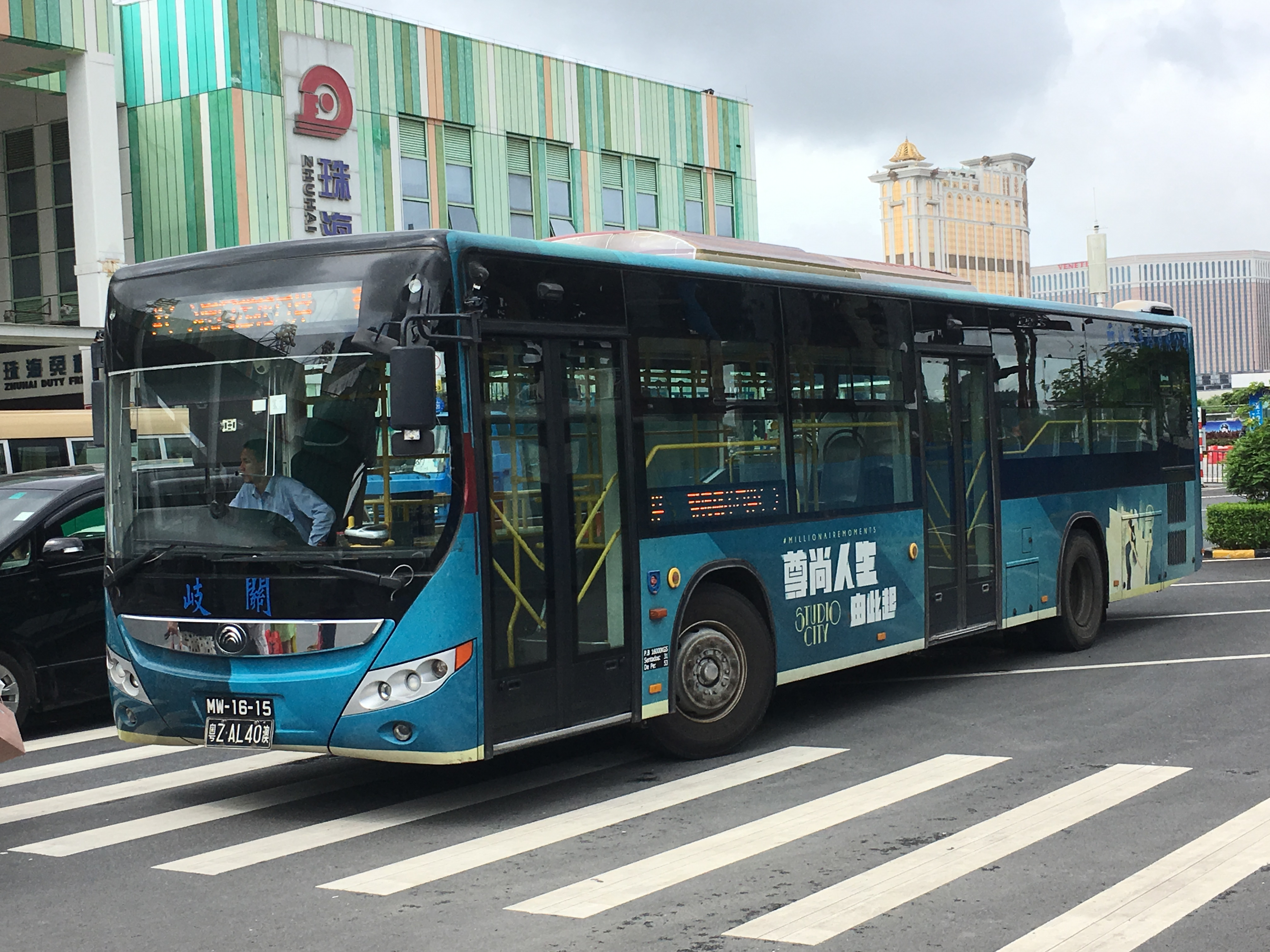
岐關宇通ZK6128HG
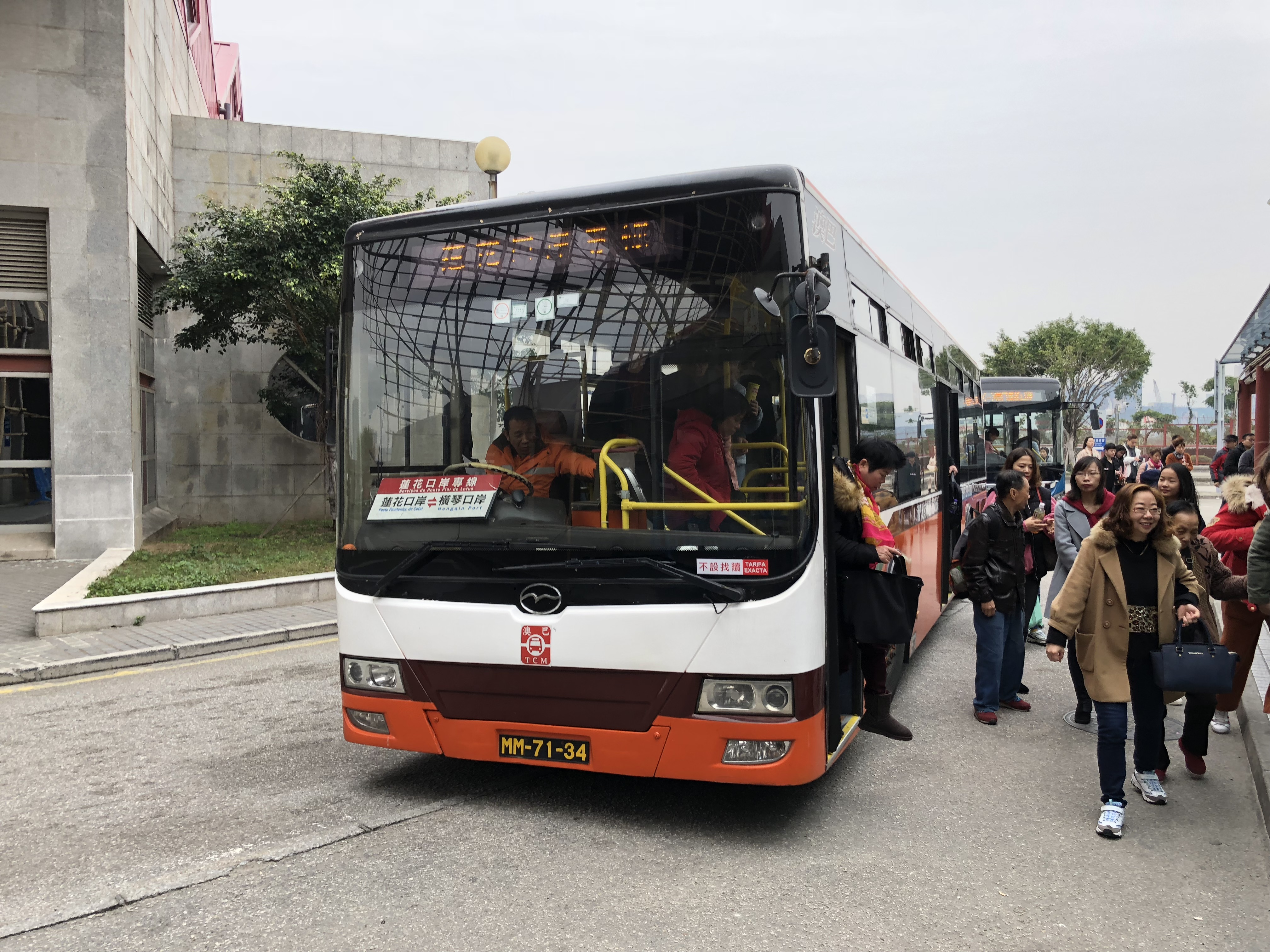
澳巴五洲龍FDG6121GC3
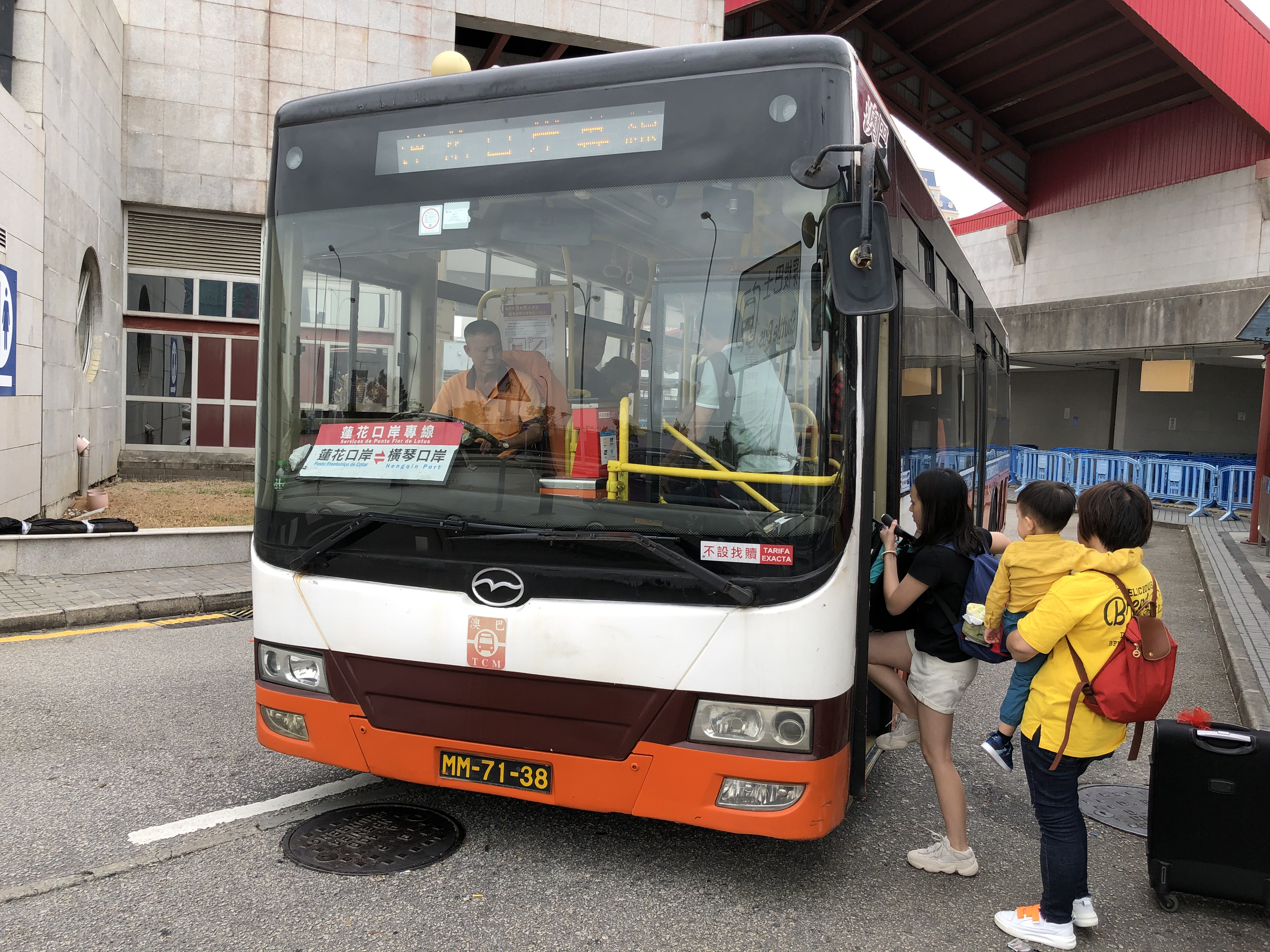
澳巴五洲龍FDG6121GC3
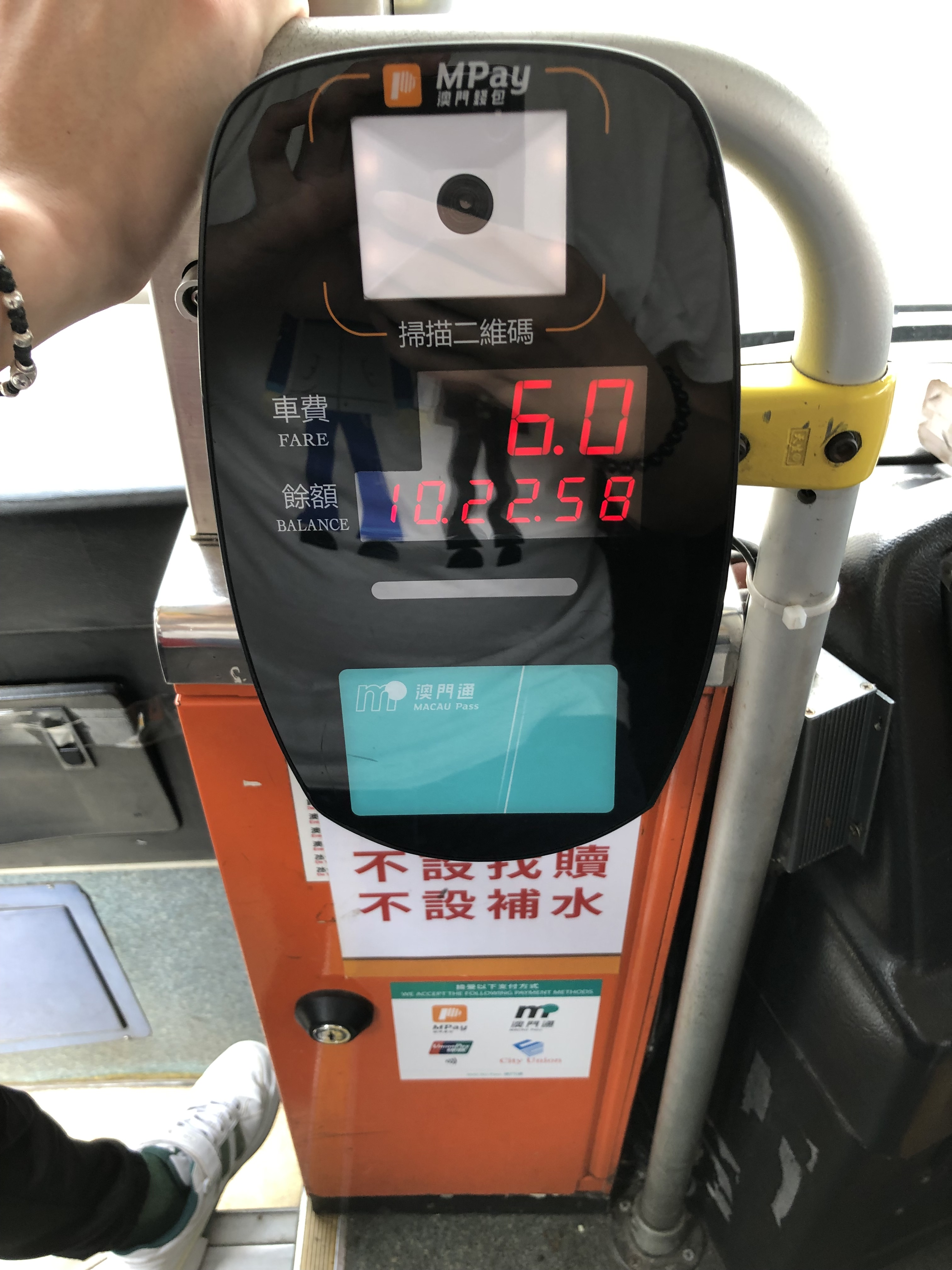
澳巴班次的澳門通機支援澳門錢包乘車碼

## 外部連結
- 岐關車路有限公司（官方網站）
- 澳門公共汽車有限公司（官方網站） （页面存档备份，存于）